# Bo Goldman
Bo Goldman, pseudonimo di Robert Spencer Goldman (New York, 10 settembre 1932 – Silver Lakes, 25 luglio 2023), è stato uno sceneggiatore e drammaturgo statunitense.

## Biografia
Vinse l'Oscar alla migliore sceneggiatura non originale nel 1976 per il film Qualcuno volò sul nido del cuculo e l'Oscar alla migliore sceneggiatura originale nel 1981 per il film Una volta ho incontrato un miliardario. Fu inoltre premiato con due Golden Globe per la migliore sceneggiatura.

## Filmografia parziale

### Sceneggiatore
- Qualcuno volò sul nido del cuculo (One Flew Over the Cuckoo's Nest), regia di Miloš Forman (1975)
- The Rose, regia di Mark Rydell (1979)
- Una volta ho incontrato un miliardario (Melvin and Howard), regia di Jonathan Demme (1980)
- Spara alla luna (Shoot the Moon), regia di Alan Parker (1982)
- Scent of a Woman - Profumo di donna (Scent of a Woman), regia di Martin Brest (1992)
- City Hall, regia di Harold Becker (1996)
- Vi presento Joe Black (Meet Joe Black), regia di Martin Brest (1998)

### Soggettista
- Una volta ho incontrato un miliardario (Melvin and Howard), regia di Jonathan Demme (1980)
- City Hall, regia di Harold Becker (1996)
- L'eccezione alla regola (Rules Don't Apply), regia di Warren Beatty (2016)